# Премия Пуанкаре
Пре́мия Анри́ Пуанкаре́ — премия за выдающийся вклад в математическую физику и за работы, которые заложили основания новым направлениям в этой обширной области знания. Носит имя французского физика Анри Пуанкаре. Присуждается с 1997 года французским Фондом Даниэля Ягольницера, работающим под патронажем государственного Фонда Франции.

## Лауреаты
Премия присуждается каждые три года трём учёным на Международном конгрессе по математической физике. На сегодня премию получили:
1997, Брисбен
- Рудольф Хааг
- Максим Концевич
- Артур Уайтман

2000, Лондон
- Джоэль Лебовиц
- Вальтер Тирринг
- Яо Хунцзэ[англ.]

2003, Лиссабон
- Фудзихиро Араки[англ.]
- Эллиот Либ
- Одед Шрамм

2006, Рио-де-Жанейро
- Людвиг Фаддеев
- Давид Рюэль
- Эдвард Уиттен

2009, Прага
- Йорг Фрёлих[англ.]
- Роберт Зейрингер[англ.]
- Яков Синай
- Седрик Виллани

2012, Ольборг
- Налини Анантараман[нем.]
- Фримен Дайсон
- Сильвия Серфати
- Барри Саймон

2015, Сантьяго
- Алексей Бородин
- Томас Спенсер[англ.]
- Герберт Шпон[англ.]

2018, Монреаль
- Майкл Айзенман[англ.]
- Перси Дейфт[англ.]
- Джованни Галлавотти[англ.]

2021, Женева
- Родни Бакстер
- Димитриос Христодулу
- Ёсико Огата[нем.]
- Ян Филип Соловей[англ.]

2024, Страсбург
- Дэвид Бриджес[англ.]
- Алексей Китаев
- Антти Купяйнен[англ.]
- Скотт Шеффилд

Следующее награждение произойдет в 2027 году.

## Ссылка
- Официальный сайт Архивная копия от 2 апреля 2019 на Wayback Machine